# Wasyl Rohowy
Wasyl Wasylowycz Rohowy, ukr. Василь Васильович Роговий (ur. 2 marca 1953 w rejonie kaharłyckim) – ukraiński ekonomista, polityk, minister gospodarki Ukrainy w latach 1998–1999 oraz 2000–2001.

## Życiorys
W 1974 roku ukończył Kijowski Narodowy Uniwersytet Ekonomiczny im. Wadyma Hetmana, w 1981 otrzymał tytuł kandydata nauk. Pracował w Instytucie Nauk Ekonomicznych Akademii Nauk Ukrainy oraz w Gabinecie Ministrów Ukrainy. Autor ponad 20 prac naukowych.
W latach 1994–1998 był wiceministrem gospodarki, a 24 kwietnia 1998 został ministrem gospodarki.
W 2000 był pierwszym zastępcą Szefa Administracji Prezydenta Ukrainy.
W latach 2000–2001 ponownie został ministrem gospodarki w rządzie Wiktora Juszczenki.
W latach 2001–2002 był wicepremierem Ukrainy, następnie w latach 2003–2004 pełnił funkcję doradcy Prezydenta Ukrainy, otrzymał tytuł Honorowego Ekonomisty Ukrainy.

## Odznaczenia
- Order „Za zasługi” I, II i III stopnia (1998, 2006, 2013)[7]
- Order Daniela Halickiego (2008)[8]
- Krzyż Wielki Orderu Zasługi (Portugalia, 2001)[9]